# Мілан Растіслав Штефаник
Мі́лан Растісла́в Штефа́ник (словац. Milan Rastislav Štefánik) — словацький астроном, політик, генерал французької армії, перший міністр оборони Чехословаччини.

## Життєпис
Народився в селі Кошаріска, що неподалік Брезової-під-Брадлом у родині лютеранського священика Павла Штефаника, був шостою дитиною із дванадцяти. Під час навчання в кошарішській школі був кращим учнем, у віці 9-ти років вчився в Шаморіні. Навчання продовжив в лютеранському ліцеї у Прешпорку. 1904 року захистив дисертацію в Карловому університеті. За часів навчання у Карловому університеті керував товариством словацьких студентів «Детван» й дописував до журналу «Глас».

## Науковець
Восени 1904 року переїхав до Парижа, де з 1905-го розпочав працювати в обсерваторії П'єра Жансена. 1906 року Штефаник опублікував 7 наукових праць у царині астрономії. Після відходу Жансена Штефаник також покинув обсерваторію та рушив з французькою експедицією в Туркестан досліджувати затемнення Сонця 13 січня 1907 року. Прямуючи до Туркестану відвідав Пулковську обсерваторію та Льва Толстого і його лікаря Душана Маковицького. По поверненні з експедиції того ж року отримав премію Жюля Жансена. У липні 1907-го його здоров'я погіршилося, лікувався на високогірному курорті Шамоні, по видужанні повернувся до Парижа. Працював над збереженням обсерваторії на Монблані, однак у вересні того ж року науковий заклад було розібрано. У пошуках зручного місця для обсерваторії подорожував Атласькими горами, Сахарою, Тунісом, відвідав Карфаген.
На початку 1910 року наукові заклади «Bureau des Longitudes» та «Bureau Central Météorologique» відрядили Штефаника на Таїті здійснити спостереження за кометою Галлея. Кінцем квітня Штефаник прибув до Папеете, де провів 10 місяців; окрім астрономії, активно займався фотографуванням. У квітні 1911 року при спостереженні повного затемнення Сонця на одному з островів архіпелагу Вавау Штефаник досяг найкращих даних на той час, що було відмічено та оцінено Французькою академією. Вже літом 1912-го науковий заклад «Bureau de Longitudes» відрядив Штефаника на спостереження за затемненням Сонця до Бразилії — в Пасса-Кватро. По закінченні бразилійських досліджень він повернувся до Парижа, відвідав рідні Кошаріска. Весною 1913 року Штефаник планував надовго оселитися на Таїті, проте в цьому часі помер його батько. Після повернення до Парижа отримав дозвіл від уряду Еквадору на будівництво французькими підприємствами телеграфічної мережі та метеорологічні станції на континентальній території й Галапагосах, за що отримав нагороду — орден Почесного легіону.

## Військовик та політик

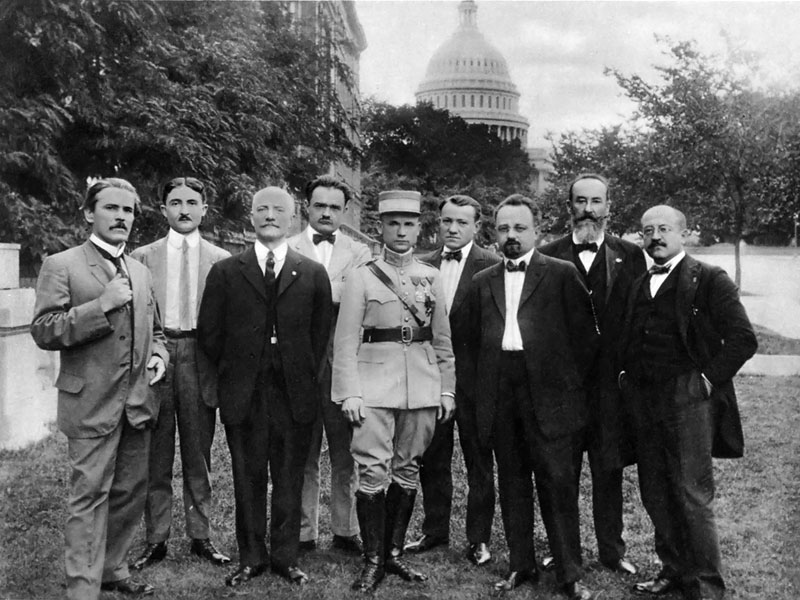
Вашингтон (1917)

У 1914 році захворів, весною переніс операцію на шлунку у Швейцарії. У швидкому часі по видужанню Штефаника почалася Перша світова війна, на початку серпня 1914 року військовим транспортом він повернувся до Франції. Через поганий стан здоров'я не міг відразу дістатися на фронт, до французького війська дістався весною 1915-го. Навчався у авіаційній школі в Шартрі. У квітні 1915 року здобув диплом пілота, до війська вступив у званні капрала. Підпоручником вирушив на Західний фронт, здійснив велику кількість розвідувальних польотів, стежачи за пересуванням військ противника та коригуючи артилерійський вогонь. Також здійснював авіаційні метеорологічні дослідження. Вже в тому часі добивався окремого підрозділу чехів та словаків.
У серпні 1915 року завдяки успіхам в напрямі метеорології Штефанику запропонували очолити метеорологічну службу французької армії, що він відкинув, пропонуючи перевести його на фронт до Сербії. На початку вересня 1915-го переведений на сербський фронт, де продовжив спроби створити спільний чехословацький підрозділ. Під час евакуації з аеродрому міста Ниш зазнав аварії, внаслідок якої загострилася виразкова хвороба. Життя йому врятували майбутній професор Рауль Лабрі та Міхаель Бургон, доправивши в Рим у лікарню. Повернувшись до Парижа, продовжував піклуватися чехословацьким питанням. У Парижі познайомився з політиками Арістидом Бріаном та Філіппом Бертелотом. Наприкінці грудня 1915 року зустрівся з Едвардом Бенешом та узгодив основні концепції побудови майбутньої держави. Штефаник намагався сприяти створенню спільного чехословацького політичного керівництва та військових підрозділів, про що інформував французьку владу та домовився про зустріч із Масариком. Масарику вдалося досягти розуміння французами його погляду на проблему постання середньоєвропейських держав. У лютому 1916 року клопотами Штефаника постав «Conseil national des Pays Tchèques», пізніше перейменований в Чехословацьку народну раду. Народну раду очолив Томаш Гарріг Масарик, заступниками стали Штефаник та Йозеф Дюріх, генеральним секретарем — Едвард Бенеш. Тоді ж рада почала зусилля по організації закордонних чехословацьких збройних сил.
Трохи підлікувавшись, Штефаник вирушив на італійський фронт. По поверненні до Парижа посилено займався створенням спільного чехословацького підрозділу, задля розвитку ідеї вирушив до Російської імперії та в серпні 1916 року дістався міста Могильов, де зустрівся з Морісом Жаненом, керівником французької військової місії. Жанен допоміг Штефаникові зустрітися з імператором Миколою II та висвітлити останньому ідею чехословацького корпусу. Кінцем серпня того ж року Штефаник, Дюріх та представник словаків США Ґустав Кошік підписали «Київську угоду», згідно якої Чехословацьку народну раду визнали керівним органом чеського та словацького рухів у закордонні. По тому французьке керівництво відрядило Штефаника в Румунію, де йому протягом короткого часу вдалося рекрутувати до 1500 добровольців.
На початку 1917 року повернувся до Російської імперії, після певних труднощів досяг успіху своєї місії, допомогою у цьому став тимчасовий уряд Росії. По досягненні своїх зусиль Штефаник на початку червня 1917 року вирушив до США — вже у званні генерала, де зміг загітувати до 3000 добровольців. Також досяг підтримки американських словаків у розбудові діяльності Чехословацької народної ради; за це французький уряд нагородив його орденом Почесного легіону.
По поверненні до Парижа Штефаник взяв активну участь у дипломатичних заходах щодо постання самостійного чехословацького війська, про створення якого 17 грудня 1917 року французька влада випустила офіційний декрет. На території Російської імперії чехословацькі легіони 2 липня 1917-го зайняли свою ділянку фронту. Загальна кількість утворюваного війська сягала 10000 вояків — на теренах Європи, в Російській імперії це число сягало 50000. Серединою лютого 1918-го Штефаник рушив до Італії, маючи за мету продовження рекрутування до чехословацького війська. Одначе італійські військові та політичні кола не були прихильні до такої ідеї, і Штефанику задля досягнення результату довелося докласти чимало зусиль. Для кращого ефекту Штефаник напрацював меморандум та презентував його тодішнім італійському міністру закордонних справ й керівнику генерального штабу, наслідком стало підписання в квітні 1918 року з прем'єр-міністром Італії Емануеле Вітторіо договору про визнання спільного чехословацького війська, італійська сторона на основі позики бралася ці підрозділи озброїти.

## Державотворець

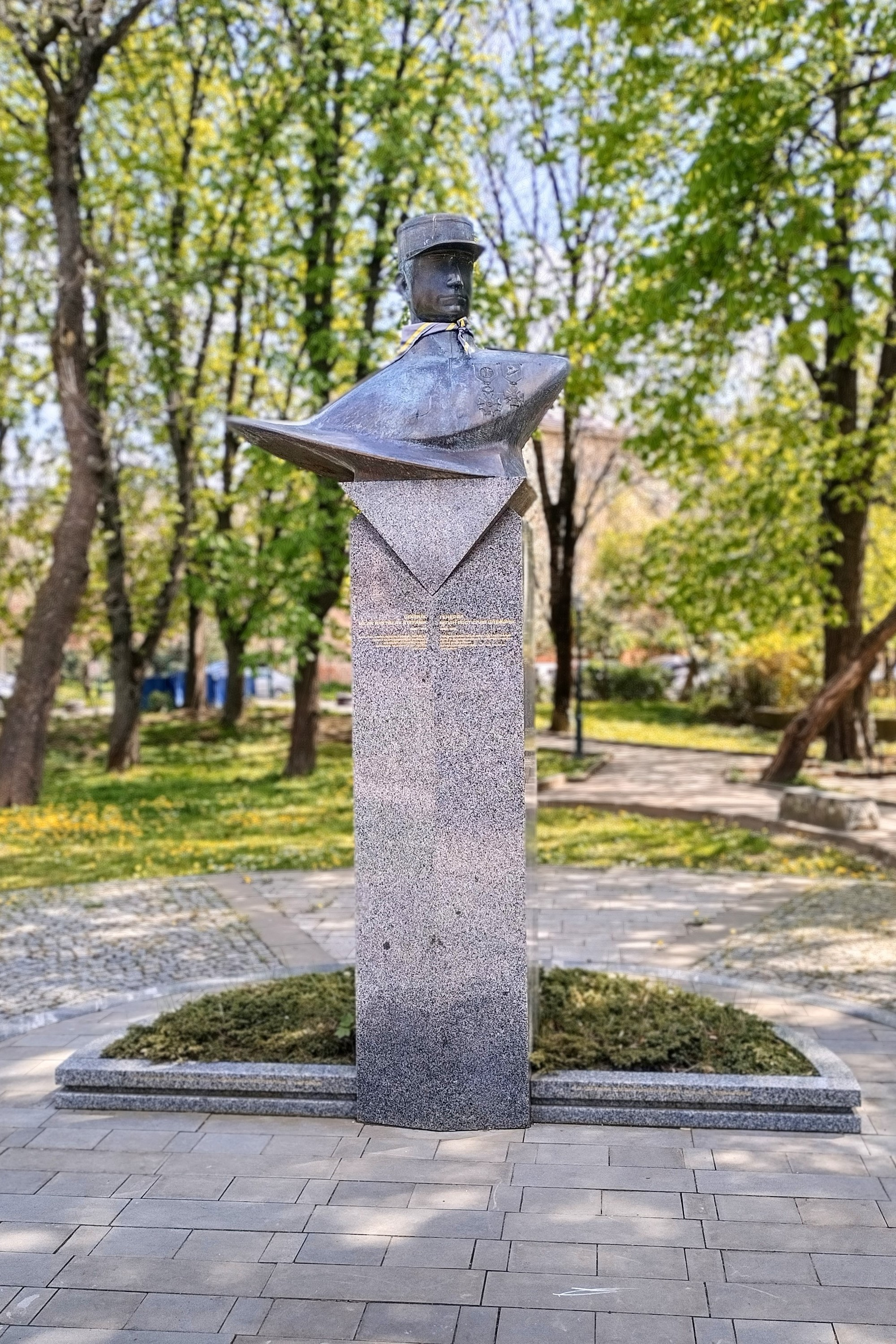
Погруддя Мілану Штефанику в сквері Томаша Масарика в Ужгороді

Після підписання в березні 1918 року мирного договору між більшовицькою Росією та Центральними державами чехословацький корпус втратив союзників, Штефаник вирушив до Росії задля збереження боєздатності підрозділів та виведення їх. Для цього відвідав США та узгодив свої дії з американськими військовими колами, по тому рушив до Токіо, та звідти попрямував до Сибіру. Тим часом 14 жовтня 1918 року Чехословацька народна рада була проголошена офіційним органом державної влади, Штефаник у ній зайняв посаду міністра оборони, Масарик урочисто оприлюднив Вашингтонську декларацію — про постання держави Чехословаччини. По оприлюдненні декларації президент США Томас Вудро Вільсон погодився, що по укладенні миру з Австро-Угорщиною народи колишньої імперії мають самі вирішувати свою подальшу долю. 28 жовтня 1918 року була проголошена Чехословацька республіка. Тим часом екзильні кола в Женеві дійшли згоди щодо керівництва республіки, прем'єр-міністром став Карел Крамарж, президентом — Масарик, міністром закордонних справ — Бенеш, військовим міністром — Штефаник, міністром оборони — Вацлав Клофач.
Про капітуляцію Німеччини в Першій світовій війні Штефаник дізнався у Японії, готуючись до дипломатичних зусиль в Сибіру. 13 листопада 1918-го кораблем вирушив до Владивостоку, де мав намір з військовим керівництвом домовитися про пересування чехословацьких легіонерів. Окрім того, з огляду на постання Чехословацької республіки ліквідував відділення Чехословацької народної ради та призначив Богдана Павлу уповноваженим чехословацької влади в Росії. У тому часі отримав орден Почесного Легіону та у січні 1919 року відбув до Парижа. Тоді ж головною турботою Штефаника було переміщення легіону із Сибіру з метою повернення до новопосталої Чехословаччини, задля цього зустрічався із генералітетом та Жоржем Клемансо. Перебуваючи в Парижі, брав участь у роботі мирної конференції та піклувався постанням чехословацької авіації.
Травнем 1919 року відбув до Італії з особистим візитом — до маркізи Джуліани Бенцоні, з якою будував спільні плани на майбутнє. Окрім того мав завданням по прибутті до Братислави вирішити певну французько-італійську суперечність.
4 травня 1919 року Штефаник з аеродрому в Кампоформідо літаком Caproni вирушив до Словаччини, з італійськими льотчиками мав перелетіти до Словаччини та приземлитися на аеродромі Вайнори. Проте вже під Братиславою літак впав біля Іванки-при-Дунаю, територія сучасного села Міст при Братиславі, загинули усі, хто був на борту.
Похований у могилі на пагорбі Брадл (сучасний округ Миява).

## Вшанування
- Хрест Мілана Растіслава Штефаника
- Аеропорт «Братислава» імені Штефаника
- Обсерваторія Штефаника
- астероїд 3571 Міланштефанік
- Академія збройних сил генерала Мілана Растіслава Штефаника